# ドネツィク地下鉄
ドネツィク地下鉄（ウクライナ語: Доне́цький метрополіте́н, ロシア語: Донецкий метрополитен）は、ウクライナまたはドネツク人民共和国のドネツィクにおいて建設中の地下鉄である。

## 概要
1980年代にドネツィクの人口は100万人を突破し、ソ連の地下鉄建設基準に到達した。1984年においてに最初の計画案が提示されるも直ちに建設には至らなかった。ソビエト連邦の崩壊直後の1991年12月30日にウクライナ政府が新しい建設案を提示し、翌1992年に調査が始まり同年中に着工された。当初の予定では2002年完成予定であったが、度々延期が重なり現在も開通していない。
2014年12月にはウクライナから事実上独立したドネツク人民共和国政府がドネツク地下鉄の将来計画に関する委員会を設立した。